# Рали Полша
Рали Полша (на полски: Rajd Polski) е вторият най-стар рали старт в света след известния класически Монте Карло. Първото издание на ралито на Полша се провежда през 1921. През 1973 г. Рали Полша е сред 13 кръга на новоучредения ФИА Световен рали шампионат. От 2005 г. то се провежда на макадам около Мазурско езеро.
Ралито на Полша често е част от ФИА Европейски рали шампионат. От 2009 г. е отново кръг от Световния рали шампионат.

## Победители
| Година    | Пилот         | Конструктор    | Навигатор | Рали  | Статистика |
| --------- | ------------- | -------------- | --------- | ----- | ---------- |
| 2009      | Мико Хирвонен | Форд Фокус-WRC | ?         | Полша | Статистика |
| 1974-2008 |               |                |           |       |            |
| 1973      | Ахим Вормболд | Фиат-124-Абарт | ?         | Полша | Статистика |